# Warszawa (projekt województwa)
Warszawa, województwo warszawskie – projekt województwa składającego się z wydzielonego z województwa mazowieckiego miasta stołecznego Warszawy lub Warszawy wraz z przyległymi do niej powiatami. Głosy o potrzebie wyłączenia tego obszaru jako osobnego województwa pojawiały się od czasu reformy administracyjnej z 1999 roku, a w ostatnich latach o realizację tej koncepcji zabiegają politycy partii Prawo i Sprawiedliwość.

## Historia
W 2005, po dojściu do władzy przez PiS, coraz częściej pojawiały się głosy, aby samą Warszawę lub miasto wraz z aglomeracją wydzielić z woj. mazowieckiego jako nowy organizm. Entuzjaści tego pomysłu wyliczali jego zalety: m.in. integracja aglomeracji, wspólne rozwiązywanie problemów, zwiększenie dotacji z Unii Europejskiej dla woj. mazowieckiego (bogata aglomeracja warszawska zawyża dane ekonomiczne dla biednego województwa mazowieckiego; po przyjęciu do UE Rumunii i Bułgarii województwu mazowieckiemu groziło pozbawienie dofinansowań – środki pomocowe z Unii Europejskiej przysługują tylko tym obszarom, które nie przekroczyły 75% unijnej średniej PKB na jednego mieszkańca). Sceptycy mówili natomiast o wzroście biurokracji i nakładów finansowych. Zwracano także uwagę, że po wydzieleniu Warszawy i sąsiednich bogatych gmin, województwo mazowieckie straciłoby znaczne wpływy z podatku dochodowego CIT oraz z funduszy finansowanych przez warszawskich przedsiębiorców. Stałoby się ono też znacznie mniej ludne, przez co dostawałoby mniej funduszy unijnych przyznawanych na głowę mieszkańca. Spowodowałoby to, że województwo mazowieckie stałoby się jednym z czterech najbiedniejszych województw kraju.
Prace nad wydzieleniem nowego województwa miały się zacząć w 2008, ale wcześniej odbyły się wybory, które PiS przegrało. W marcu 2009 prezydent Lech Kaczyński opowiedział się za szybkim utworzeniem województwa stołecznego, tak by wybory samorządowe w 2010 odbyły się już w nowym województwie. Przed wyborami samorządowymi jesienią 2010 roku prezes PiS Jarosław Kaczyński uznał, że z województwa mazowieckiego należy wydzielić województwo warszawskie.
Przed wyborami parlamentarnymi w 2015 roku pojawiły się po raz kolejny postulaty wydzielenia Warszawy wraz z okolicznymi obszarami z województwa mazowieckiego. Kandydaci PiS do parlamentu z okręgu płocko-ciechanowskiego zaproponowali utworzenie województwa stołecznego obejmującego Warszawę wraz z ośmioma powiatami (grodziskim, legionowskim, nowodworskim, otwockim, piaseczyńskim, pruszkowskim, wołomińskim, warszawskim zachodnim). Jarosław Kaczyński zapowiedział utworzenie dwóch nowych województw: warszawskiego i środkowopomorskiego.
1 stycznia 2018 Warszawa wraz z okolicami została wydzielona jako odrębna jednostka statystyczna NUTS 2 w celu lepszego rozdysponowania środków unijnych.
W 2019 roku PiS powróciło do tematu podzielenia województwa mazowieckiego, zapowiadając utworzenie województwa obejmującego Warszawę i jej okolice. Pomysł ten ponownie argumentowano tym, że obecność Warszawy w województwie mazowieckim zakłamuje dane ekonomiczne dla całego województwa, w szczególności zwracano uwagę na problemem zawyżania dochodu na mieszkańca przez stolicę. W lipcu 2020 media poinformowały, iż prace nad utworzeniem województwa warszawskiego zintensyfikowano, a projekt ustawy w tej sprawie jest niemalże gotowy.

## Obszar
W 2006 roku pojawiły się pomysły włączenia obszarów wokół Warszawy (obszaru metropolitalnego) do miasta stołecznego, dzięki czemu miasto Warszawa miałaby powierzchnię podobną do największych miast europejskich np. Londynu, Rzymu (około 1500 km²) i ludność wynoszącą około 2,5 miliona osób. Dzięki temu posunięciu Warszawa mogłaby zostać miastem na prawach województwa (osobnym województwem, miastem wydzielonym), tak jak to ma miejsce w innych krajach Unii Europejskiej (np. Berlinie, który jest miastem na prawach landu).

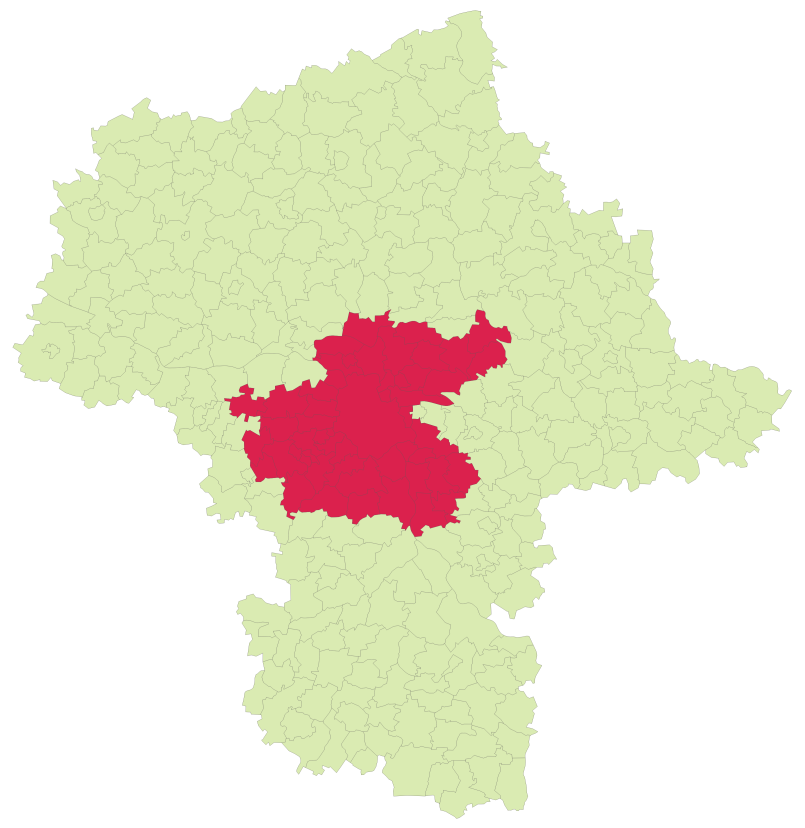
Warszawski Zespół Miejski na tle województwa mazowieckiego

Istnieje kilka nieformalnych pomysłów na to, jaki kształt powinno posiadać nowe województwo:
1. tylko Warszawa – jedynie miasto w granicach administracyjnych stałoby się osobnym województwem, tak jak to miało miejsce przed 1975 rokiem[5],
2. Warszawski Zespół Miejski – obszar określony w ustawie z 2001 roku, zawetowanej przez prezydenta[4],
3. Warszawski Okręg Stołeczny – obszar określony w 2000,
4. inne obszary – np. obszar aglomeracja warszawska – Warszawa i otaczające ją gminy (w zależności od tego jaki obszar uznaje się za aglomerację byłoby to od 16 do 33 gmin).

## Dane ekonomiczne
W 2009 sama Warszawa wytwarzała 61,3% produktu krajowego brutto woj. mazowieckiego.
| Obszar                   | PKB [mln zł] | % PKB mazowieckiego | PKB per capita [zł] | % średniej krajowej PKB per capita |
| ------------------------ | ------------ | ------------------- | ------------------- | ---------------------------------- |
| Warszawa                 | 180 287      | 61,3%               | 105 340             | 299,2%                             |
| mazowieckie bez Warszawy | 113 687      | 38,7%               | bd.                 | bd.                                |
| mazowieckie z Warszawą   | 293 974      | 100%                | 56 383              | 160,1%                             |

Według Eurostat w 2009 PKB na 1 mieszkańca woj. mazowieckiego, według zestandaryzowanego parytetu siły nabywczej, wynosiło 97,2% średniego PKB w Unii Europejskiej, a PKB województwa bez uwzględnienia siły nabywczej stanowiło w 2009 55,3% średniego PKB Unii (13 000 euro na mieszkańca wobec średniej w Unii 23 500 euro).